# Estación de Muriedas-Bahía
Muriedas-Bahía es un apeadero ferroviario situado en el municipio español de Camargo, en la comunidad autónoma de Cantabria. Forma parte de la línea C-1 de Cercanías Cantabria operada por Renfe.

## Situación ferroviaria
La estación se encuentra en el punto kilométrico 508,384 de la línea férrea de ancho ibérico Palencia-Santander a 4,30 metros de altitud. Históricamente dicho kilometraje se corresponde con el trazado Madrid-Santander por Palencia y Alar del Rey. 

## La estación
Si bien forma parte de los nuevos apeaderos construidos por RENFE dentro del núcleo de Cercanías Cantabria, Muriedas-Bahía tiene dos peculiaridades. Por un lado no es de la década de los 90 como el resto, ya que fue abierto en el año 2003. Por otro lado dispone de dos vías, en lugar de la única vía que suelen tener dichos apeaderos. En realidad, la segunda vía no sirve a la propia estación y sí como vía de maniobras a la vecina estación de Muriedas-Mercancías. Sus instalaciones se completan con un andén lateral y un refugio para los viajeros. El añadido «Bahía» tiene que ver con la cercana bahía de Santander. A pesar de su nombre, se encuentra en terrenos de Maliaño, a pocos metros del límite con Muriedas.

## Servicios ferroviarios

### Cercanías
Forma parte de la línea C-1 de la red de Cercanías Cantabria. Veinticuatro trenes en ambos destinos unen Muriedad-Bahía con Santander. En el mejor de los casos el trayecto se cubre en siete minutos.
| procedencia/destino | < estación    | Línea | estación > | destino/procedencia                 |
| ------------------- | ------------- | ----- | ---------- | ----------------------------------- |
| Santander           | Nueva Montaña |       | Maliaño    | RenedoLos Corrales de BuelnaReinosa |